# Loison-sous-Lens
 Loison-sous-Lens  es una población y comuna francesa, situada en la región de Norte-Paso de Calais, departamento de Paso de Calais, en el distrito de Lens y cantón de Lens-Nord-Est.

## Demografía
| 5099 | 5223 | 4802 | 5022 | 5688 | 5579 |
| Para los censos de 1962 a 1999 la población legal corresponde a la población sin duplicidades (Fuente: INSEE [Consultar]) |      |      |      |      |      |